# Thomás Bímis
Thomás Bímis (grec moderne : Θωμάς Μπίμης), né le 11 juin 1975 à Athènes, est un plongeur grec.

## Biographie
Aux Jeux olympiques d'été de 2004 à Athènes, Thomás Bímis remporte la médaille d'or dans l'épreuve du plongeon synchronisé à 3 mètres avec Nikólaos Siranídis.